# Gilles de Brée
 (juillet 2025).
Motif : pas de sources récentes + notoriété non démontrée
- Archive Wikiwix
- Bing
- Cairn
- DuckDuckGo
- E. Universalis
- Gallica
- Google
- G. Books
- G. News
- G. Scholar
- Persée
- Qwant
- (zh) Baidu
- (ru) Yandex
- (wd) trouver des œuvres sur Wikidata

| 1. | Préciser le motif de la pose du bandeau. | Précisez le motif de la pose du bandeau en utilisant la syntaxe suivante : {{admissibilité à vérifier\|date=août 2025\|motif=remplacez ce texte par le motif}}                      |
| 2. | Informer les utilisateurs concernés.     | Pensez à avertir le créateur de l'article, par exemple, en insérant le code ci-dessous sur sa page de discussion : {{subst:avertissement admissibilité à vérifier\|Gilles de Brée}} |

Armes des Brée : d'argent à deux fasces de sable au sautoir de gueulles brochant sur le tout

Gilles de Brée, écuyer, seigneur de Fouilloux, Montchevrier, Saint-Denis-du-Maine, Saint-Loup, la Tichonnière à Poillé, le fut aussi de la terre des Vignes et du Plessis-Brochard, en Quelaines, de Levaré-Ouvrouin et la Bonnaudière à cause de sa femme, est un gentilhomme français du XVIe siècle.

## Biographie
Il acquit du comte de Laval la seigneurie du Creux, autrement dite : Entrammes, dont Fouilloux relevait précédemment, et rendit par aveu en 1503 un fief volant qui dépend de Saint-Denis à Jeanne de Feschal,  dame de Malicorne et de Chémeré-le-Roi ; il rendit en même temps celui de Douet-Sauvage au duc d'Alençon, à cause de Château-Gontier, et reçut foi et hommage pour Savigné de Jean Gandon, procureur de Louis Auvé, écuyer, seigneur de Soulgé-le-Bruant. En la même année 1503 Guy des Ecottays, baron d'Ingrandes, lui fit pareille obéissance par le Douet-Sauvage à raison des métairies d'Aviré, du Tertre et du grand étang d'Ingrandes.
L'an 1506 Guyon de Cervon, seigneur des Arcis, lui rendit aveu des fiefs de Clavières à cause de Saint-Denis, et en 1513 Jeanne de la Douce, veuve de Jean Piedouault, écuyer, lui fit foi et hommage pour la Douce (en Saint-Denis). En 1515, Pierre d'Argenton lui rendit aveu de la Suhardière (Daon), par le Douet-Sauvage, et en 1517 François d'Aubigny, seigneur du dit lieu, des Loges, et des Valettes, en Houssaye, lui rendit celui de la Rivière à cause de Anne Palu, sa femme. En 1523, il rendit aveu des fiefs de Saint-Michel, nommés actuellement les fiefs de Fouilloux, à Malhurin de Montallais, chevalier, seigneur de Chambellay, à cause de la châtellenie de Daon, et en 1524 Robert Jarry, écuyer, fils aîné et procureur de Pierre, seigneur de Doisnard, lui fit foi et hommage du lieu des Brosses. Il fonda en 1532 la chapelle de Montchevrier.

## Mariage
Il épousa, le 10 juin 1499, Claude de Feschal , fille puînée du deuxième mariage de René de Feschal, baron de Poligny, et de Jeanne de Châteaubriand, dame de la Bonnaudière, terre qu'elle avait reçue avec 400 boisseaux d'avoine de rente distraite de Challain, de son frère aîné, René, chev., comte de Cazant, s. du Lion-d'Angers. Il est dit dans le contrat de mariage que René de Feschal, son père, lui donna 1000 livres à une fois payer et 300 livres de rente dont il promit faire assiette, obligeant sa fille et son futur époux de renoncer à la donation qu'il avait faite de tous ses meubles et de la tierce partie de ses propres à feu Jeanne de Chateaubriand, sa femme. De cette clause furent garants et cautions René de Feschal, seigneur de Thuré, Ambroise le Cornu,  seigneur de la Courbe de Brée, Michel de Brée, seigneur de Poillé.
Mais cette injustice n'eut pas lieu, d'autant que Gilles de Brée et Guy d'Arquenay, mari de Catherine de Feschal, sœur aînée de Claude, unis par un même intérêt, obtinrent des lettres royales adressées à Jean de Pincé, lieutenant-général d'Angers, et furent reçus en leur droit du consentement dud. s. de Poligny, leur beau-père, qui se réserva néanmoins sur l'effet de cette donation 100 liv. de rente pour aider à payer le mariage de Marie de Feschal, dame de Maugey, issue de lui et de Jeanne de Villiers, sa première femme. Ce qui fut accordé le 14 novembre 1516. Il remit ensuite la dite  rente par son testament fait le 9 juillet 1518. Le 15 août de la même année, Jean de Feschal, chevalier baron du Grippon et de Poligny, fils aîné et successeur de René, donna en partage définitif audit Gilles de Brée, et à Claude de Feschal, sa femme, la terre des Vignes et la seigneurie du Plessis-Brochard, avec les métairies du Bois-Guillaume, la Pacquerie, la Chevrolais, la Gaulterie, Levaré-Ouvrouin, et Levart-Feschal, la Touche avec 6 quartiers de vigne en Quelaine et 1000 livres à une fois payer, à peine de 1500 liv. au contrevenant, par acte signé de Denis Gérard et de François Huneau, notaires à Laval, en présence de Ambroise le Cornu,  seigneur de la Courbe de Brée, et de P. de la Pommeraie , seigneur du Verger de Montigné, que l'on remarque procureur du dit de Feschal en beaucoup de rencontres.

## Claude de Feschal
Claude de Feschal  demeurée veuve de Gilles de Brée, reçut en douaire Fouilloux et le Douet-Sauvage. Louis le Gauffre, son receveur, lui rend compte de cette dernière terre en 1542.
Elle acquit la châtellenie de Brûlon que Pierre Auvé, son bisaïeul du côté maternel, avait vendue en 1435, à raison de quoi elle fit foi et hommage à Saint-Laurent-des-Mortiers, en 1553, et dans la même année elle rendit aveu des Vignes, par la seigneurie de Quelaines, à Jeanne de Saint-Séverin, veuve de Charles de Rohan, prince de Guémené. Elle fut présente en 1554 au contrat de mariage passé au château de Fouilloux entre Jacques de Ridouet, écuyer, seigneur de Saucé, avec Claude de Quatrebarbes,  sa petite-fille.

## Famille
Du mariage de Gilles de Brée et de Claude de Feschal, sont issus :
1. François de Brée
2. Lancelot de Brée, puîné.
3. Catherine de Brée, elle épousa  Jean de Froulay, écuyer, seigneur du dit lieu, de Lorière et de Montflaux.
4. Olive de Brée, qui fut mariée avec  François de Quatrebarbes, écuyer, seigneur de la Volue.

## Source
- Abbé Angot, « Saint-Gervais et Saint-Protais de Brée, monographie paroissiale[3]. », 1884 [4]